# Hedensted (općina)
Hedensted je općina u danskoj regiji Središnji Jutland.

## Zemljopis
Općina se nalazi u istočnom dijelu poluotoka Jutlanda, a prostire se na 551,47 km2.

## Stanovništvo
Prema podacima o broju stanovnika iz 2010. godine općina je imala 45.982 stanovnika, dok je prosječna gustoća naseljenosti 83,38 stan./km2. Središte općine je grad Hedensted.

### Veća naselja
| Veća naselja u općini |             |                    |
| Br.                   | Naselje     | Stanovnika (2010.) |
| 1.                    | Hedensted   | 11.188             |
| 2.                    | Juelsminde  | 3.851              |
| 3.                    | Tørring     | 2.474              |
| 4.                    | Hornsyld    | 1.650              |
| 5.                    | Uldum       | 1.388              |
| 6.                    | Lindved     | 1.311              |
| 7.                    | Øster Snede | 1.155              |
| 8.                    | Daugård     | 1.072              |
| 9.                    | Rask Mølle  | 1.042              |
| 10.                   | Ølsted      | 922                |

## Vanjske poveznice
- Službena stranica općine (dan.)(engl.)